# Burg Neu-Dernbach
Die Burg Neu-Dernbach, auch Burg Dernbach genannt, ist die Ruine einer Höhenburg auf einer Anhöhe bei etwa 480 m über NN in Dernbach, einem Ortsteil der Gemeinde Bad Endbach im hessischen Landkreis Marburg-Biedenkopf.

## Strategische Aufgabe
Die Burg Neu-Dernbach, eine Burg der Herren von Dernbach, war gedacht als Vorposten gegen die Grafschaft Nassau und zur westlichen Absicherung der Burg Blankenstein (Gladenbach). Sie sollte das nach Ende der 100-jährigen Dernbacher Fehde (ca. 1230 bis 1333/36) neu gewonnene Gebiet, das sogenannte Obergericht des Amtes Blankenstein, am Oberlauf der Salzböde gegen die „Grafschaft Nassau“ absichern. Die Besatzung der Burg hatte außerdem den Auftrag zusammen mit der von Burg Blankenstein die nördlich vorbeiführende wichtige Fernhandelsstraße, die Brabanter Straße im Auftrag der Landgrafen zu sichern und zu überwachen. Die Besatzung der Burg Wallenfels hatte den gleichen Auftrag, sie sollte aber besonders den wichtigen Kreuzungspunkt der alten Fernstraßen im Schelderwald (Brabanter Straße, Westfalenweg und Herborner Hohe Straße) bei der Angelburg (Berg) in Nähe der Wilhelmsteine schützen.

## Bedeutungsverlust
Infolge der zahlreichen Fehden während der Dernbacher Fehde, die sich mit kleineren Scharmützeln und Überfällen noch fortsetzte bis in die zweite Hälfte des 14. Jh. (z. B. überfiel Nassau 1366 Lohra und plünderte es) und der damit einhergehenden Unsicherheit für den Handel verlagerte sich der Fernhandelsverkehr gegen Ende des 14. Anfang des 15. Jh. immer mehr von der Brabanter Straße auf eine neue südliche Trasse. Sie verlief von Herborn aus im Aartal über Bicken, Bischoffen, Niederweidbach und weiter im Tal der Vers (rechter Nebenfluss der Salzböde) über Seelbach, Rollshausen, Altenvers nach Marburg. Damit verloren die Burgen Wallenfels, Neu-Dernbach und Blankenstein zunehmend ihre zugedachte strategische Bedeutung, wurden nicht mehr ausreichend unterhalten und verfielen, mit Ausnahme von Burg Blankenstein, die als Amtssitz des Amtes Blankenstein eine neue Bedeutung erhielt.

## Burg Alt-Dernbach
Nach dem Ende der mehr als 100-jährigen Dernbacher Fehde (etwa 1230 bis 1336) verließen die Dernbacher unter dem Druck der Ereignisse ihren ehemaligen Stammsitz in Alt-Dernbach, eine Hofsiedlung mit kleiner Wasserburg, vermutlich nur eine Motte, an der Aar (Dill) westlich von Herbornseelbach. Alt-Dernbach, das erstmals 1263 erwähnt wurde, lag an der Furt der vom Schelderwald kommenden und nach Herborn führenden Herborner Hohe Straße durch die Aar. Auch ihre umfangreichen Besitzungen und Rechte in der Herborner Mark mussten die Ganerben von Dernbach nach dem Ende der Fehden 1333 an die Grafen von Nassau verkaufen und erhielten dafür einen für die damalige Zeit recht stolzen Preis. Sie bauten dann die Burg Neu-Dernbach nördlich von Wommelshausen.
Dernbacher Nebenlinien auf Burg Vetzberg, Ganerben
Zu den Dernbacher Ganerben zählten auch die Dernbacher Geschlechterzweige, die auf der Burg Vetzberg wohnten. Sie nannten sich mal „von Dernbach“, mal „von Vetzberg“ ohne und mit Namenszusatz wie zum Beispiel: „Rode“, „Graul“, „Krig“, „Holzappel“, „Ruchschade“ oder „Mul“.

## Burg Neu-Dernbach und ihre Besitzer
Die Burg wurde vor 1350 von den Herren von Dernbach mit Unterstützung der Haincher Linie der Herren von Bicken erbaut und dem Landgrafen von Hessen zu Lehen aufgetragen, der sie 1350 gleich wieder an die „von Dernbach“ zurück verlehnte.

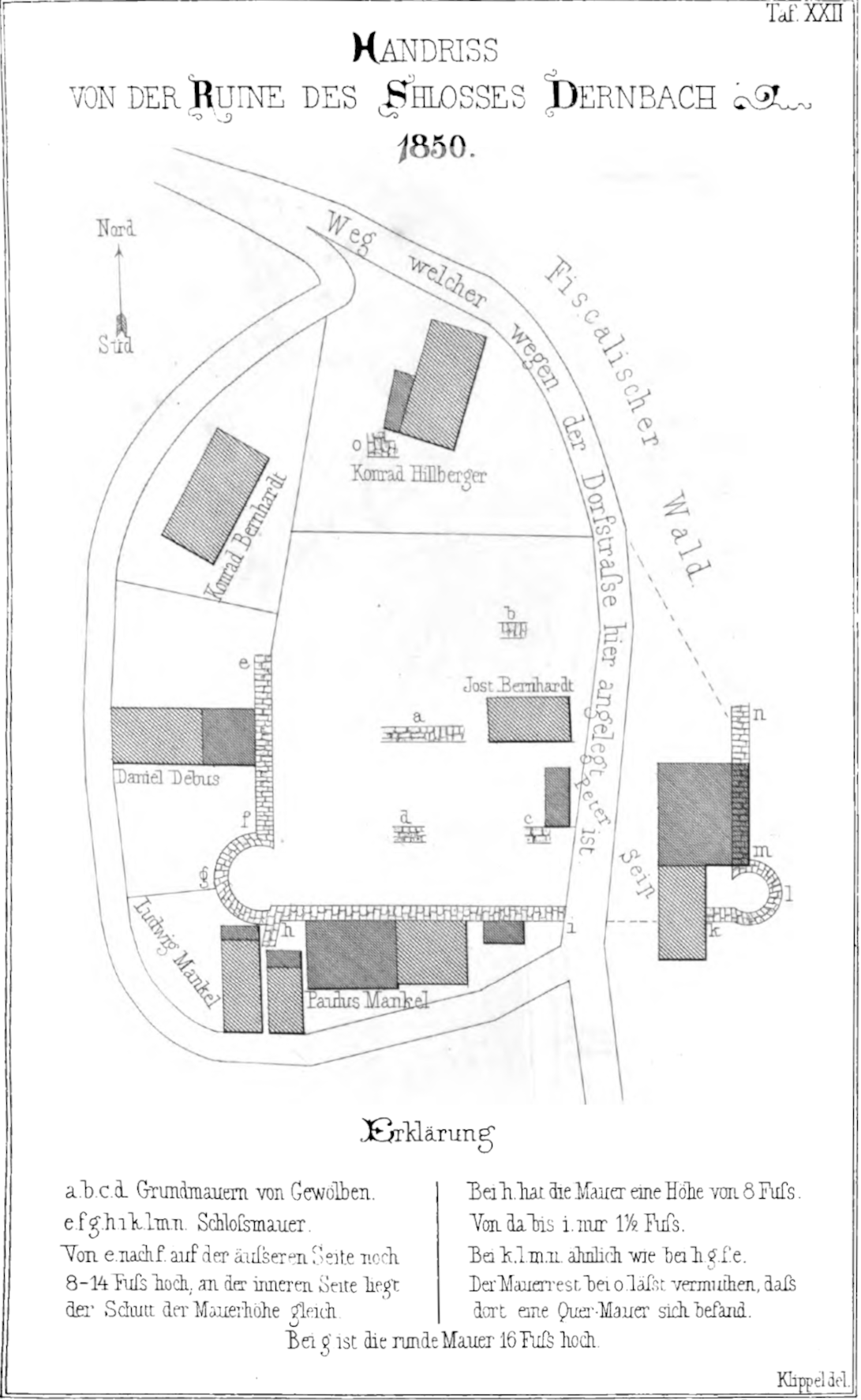
Grundriss der Ruinen der Burganlage Dernbach (1850)

Kuno von Dernbach heiratete 1354 die Gräfin Margaretha von Solms und erhielt als Mitgift, mit Zustimmung des Landgrafen, die Dörfer Günterod und Krumbach, sowie vom Landgrafen die neue Ortschaft Dernbach, deren Gemarkung aus der von Wommelshausen herausgeschnitten wurde. Als Entschädigung erhielt Wommelshausen im Süden ein Teilgebiet der vor 1340 untergegangenen Ortschaft Seibertshausen, meist Wald mit zugehörigen Wiesen im Salzbödetal, genannt die Hessen (Fln.). Die Dernbacher erhielten ferner, nachdem das Gebiet des „Obergerichts“ Blankenstein (deckungsgleich mit der heutigen Gemeinde Bad Endbach) endgültig an Hessen gekommen war, Güter in den umliegenden Ortschaften (allein elf in Wommelshausen), die zuvor Gegnern des Landgrafen gehört hatten.

### Ganerbenburg Neu-Dernbach

Die Wappen der Herren von Dernbach

Die Burg war eine Ganerbenburg und gehörte zwei Familienzweigen, und zwar denen „von Dernbach“, die sich später von und zu Dernbach nannten und denen von Dernbach genannt Graul (Grauel/Graul ist ein Genanntname).
1540 verkaufte Peter von Dernbach gen. Graul seinen Anteil an der Burg an den hessischen Landgrafen und zog nach Wiesenfeld zu seinem Verwandten, dem hessischen Stiftsvogt Philipp von Dernbach, der der Linie der landgräflichen Dernbacher Burgmannen in Marburg entstammte. Er hatte die ehemalige Johanniterkommende Wiesenfeld vom Landgrafen übernommen.
Der im Stammsitz in Dernbach verbliebene Familienzweig, die „von und zu Dernbach“, wohnte zu diesem Zeitpunkt bereits außerhalb im Burggut. Die Burg selbst, schon 1570 als „alt und verfallen“ bezeichnet, verfiel weiter.

### Peter Philipp Friederich von und zu Dernbach, der letzte Vertreter seines Stammes
Der letzte Vertreter seines Stammes, der auf dem Stammsitz in Dernbach wohnte, war „Peter Philipp Friederich von und zu Dernbach“ (1678–1729). Sein Taufpate war Peter Philipp von Dernbach gen. Graul, Fürstbischof von Bamberg und Würzburg, mit dem Zusatztitel Herzog zu Franken. Er starb nach einem Reitunfall an einem Genickbruch durch Sturz vom Pferd, das bei der Jagd über einen gefrorenen Maulwurfshügel gestolpert war (gem. Eintrag im Kirchenbuch Hartenrod) am 2. Januar 1729.
Peter Philipp Friederich von und zu Dernbach hinterließ nur einen unehelichen Sohn, Johannes Schneider (1706–1791), genannt „Junker Hans“, den er mit seiner Magd Margaretha Schneider gezeugt hatte. Junker Hans lebte als herrschaftlicher Förster in Dernbach. Seine Linie hat sich über seine Tochter Elisabetha Margaretha bis heute fortgepflanzt.

### Aussterben des lehensberechtigten evangelischen Familienzweiges 1748
Mit dem erst 40-jährigen landgräflich-hessen-kasselschen Hauptmann der Garde Friedrich Ludwig Christian von Dernbach starb 1748 der lehensberechtigte evangelische Familienzweig aus. Der Offizier war verheiratet mit Amalie von Breidenstein. Das Paar hatte keine Kinder.
Umwandlung in Staatsdomäne
Landgraf Ludwig VIII. von Hessen-Darmstadt zog danach die Burg und die zugehörigen Ländereien (die gesamte Gemarkung Dernbach umfassend) als erledigtes Lehen ein, wandelte es in eine Staatsdomäne um, ließ 1750 ein neues Gutshaus erbauen und verpachtete die Ländereien. Die katholische Fuldaer Nebenlinie der Herren von Dernbach erhob dagegen Einspruch, wurde aber abgewiesen.
Das Gutshaus existiert nicht mehr. Es wurde wie die letzten Hofgebäude, die nordwestlich des Burgberges standen, Mitte des 19. Jahrhunderts abgebrochen, nur ein Kellergewölbe blieb erhalten.
Von der ehemaligen Burganlage sind noch kümmerliche Reste der Außenmauer und Rudimente von zwei Schalentürmen (Ecktürmen) in der Burgmauer erhalten.

Reste der Burganlage
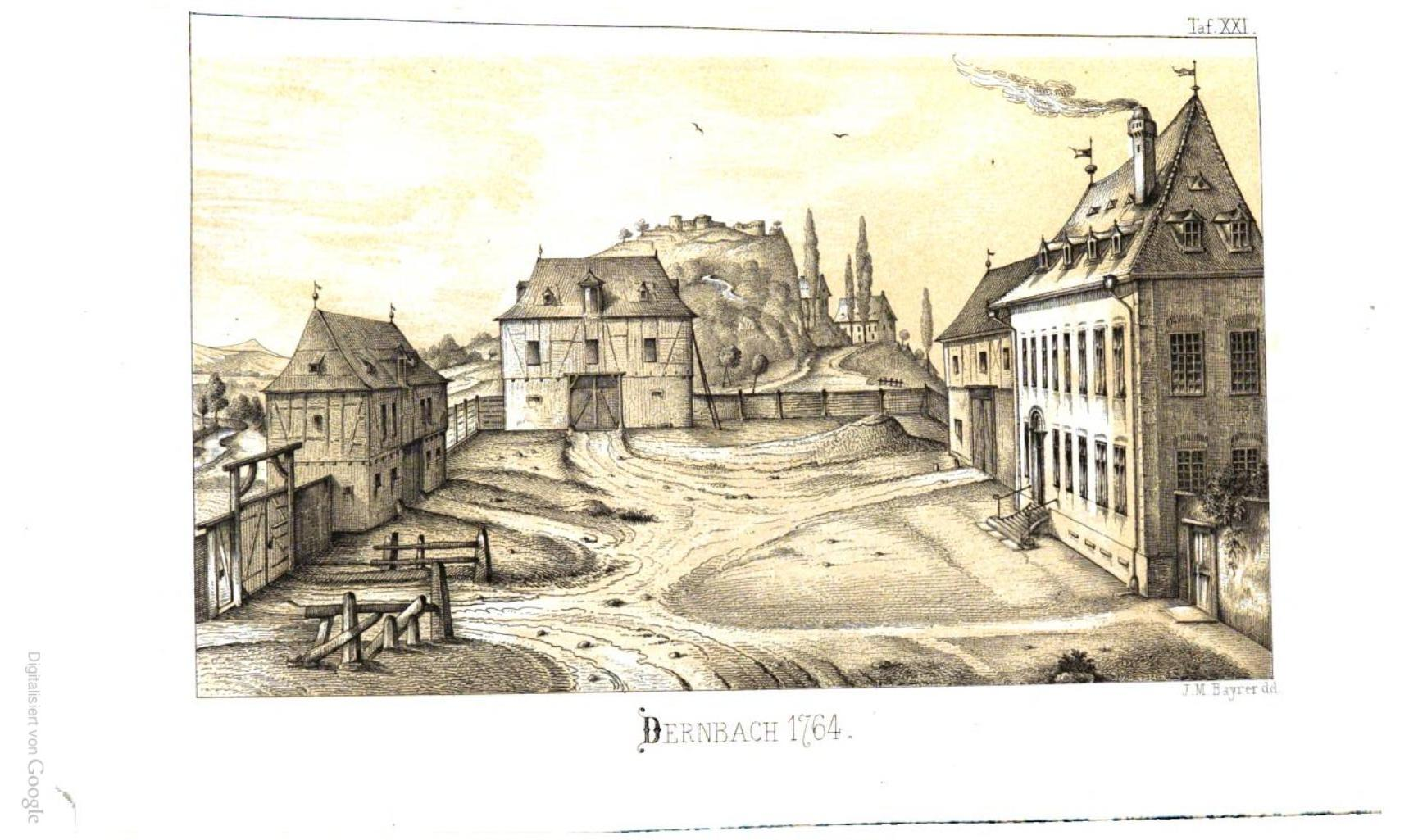
Neuer Gutshof der Staatsdomäne Dernbach 1764, im Hintergrund die Burgruine
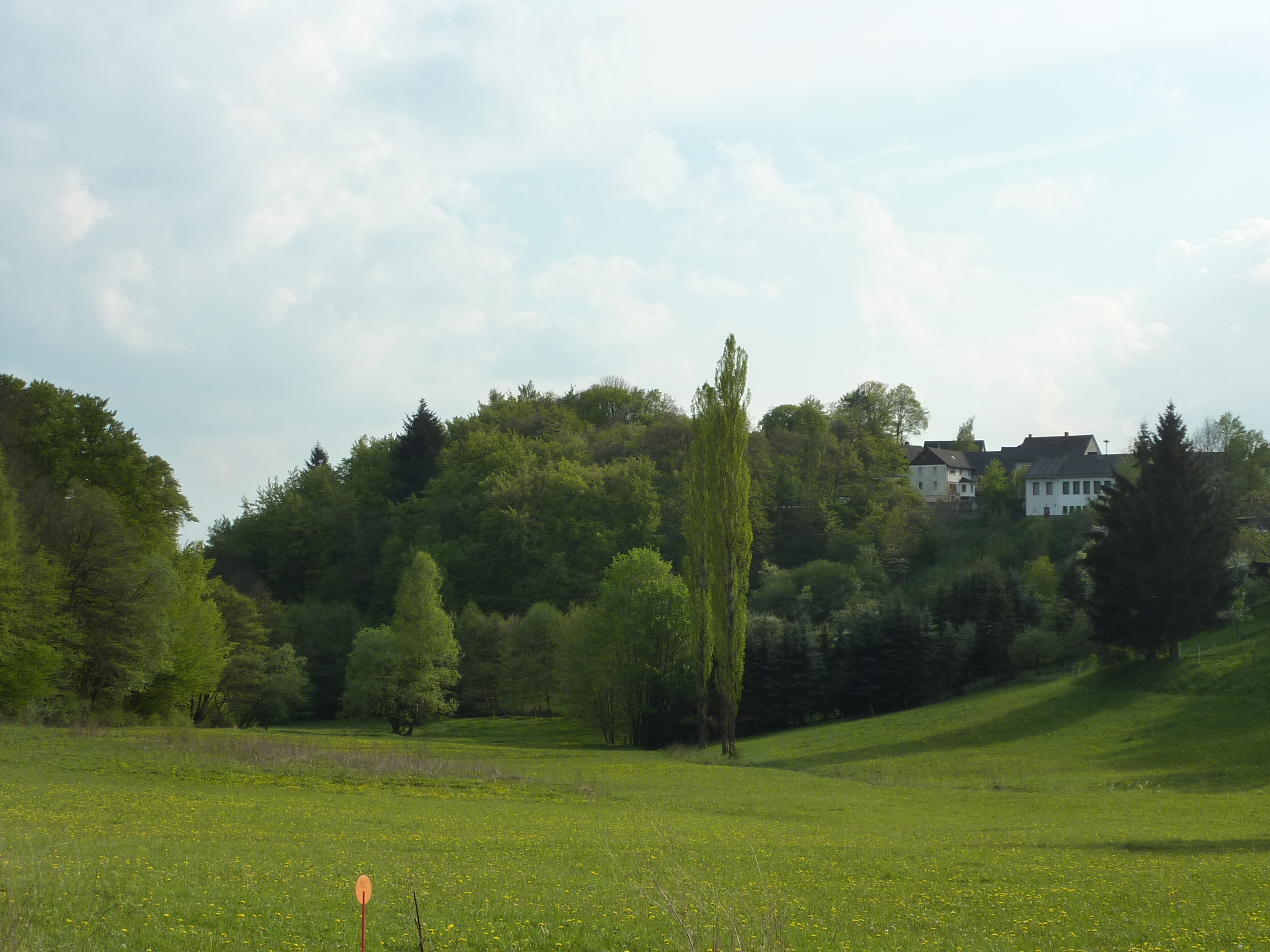
Blick auf den bewaldeten Burgberg aus Nord-Ost
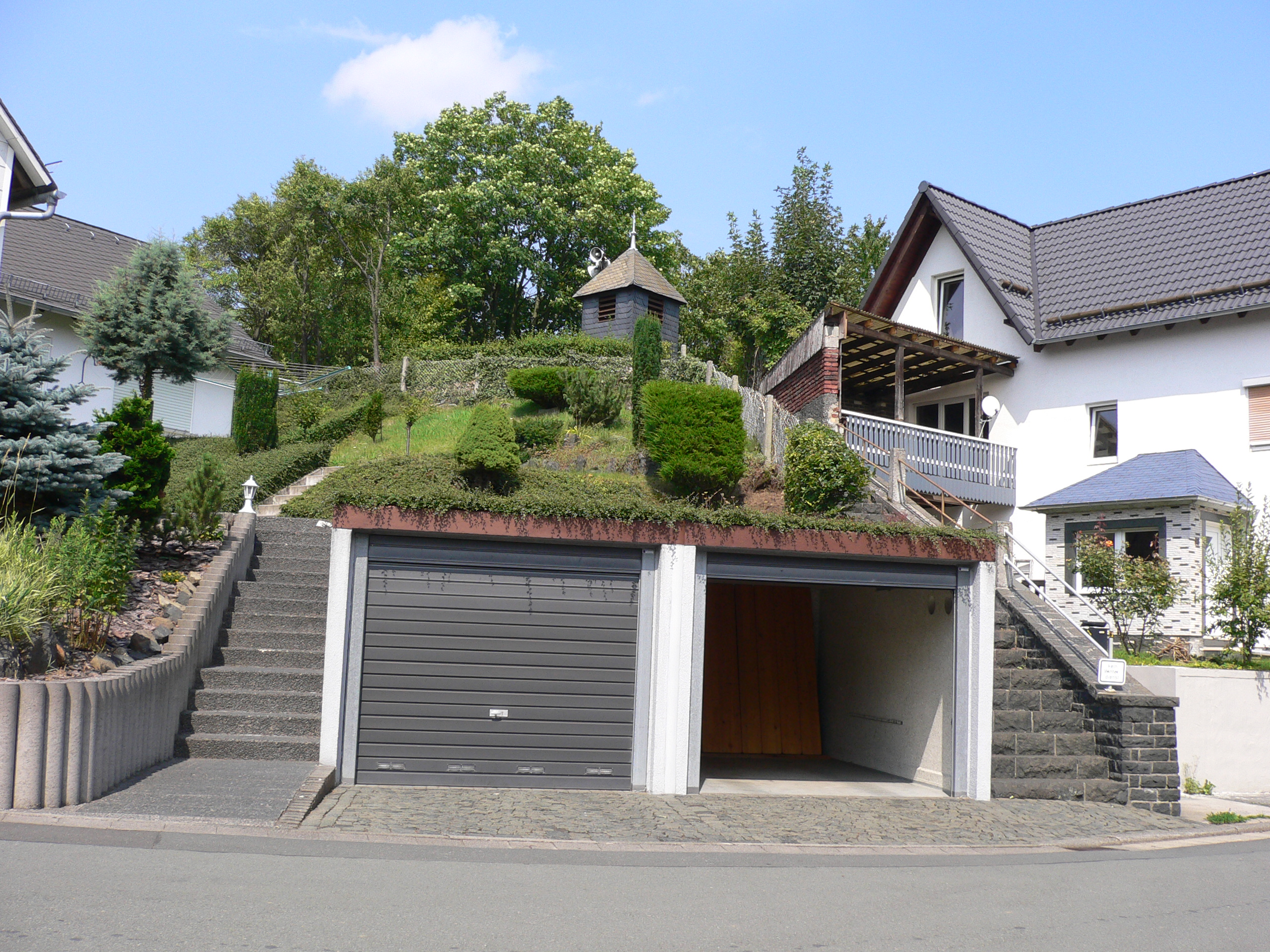
Schutthügel des Burgberges mit Glockentürmchen
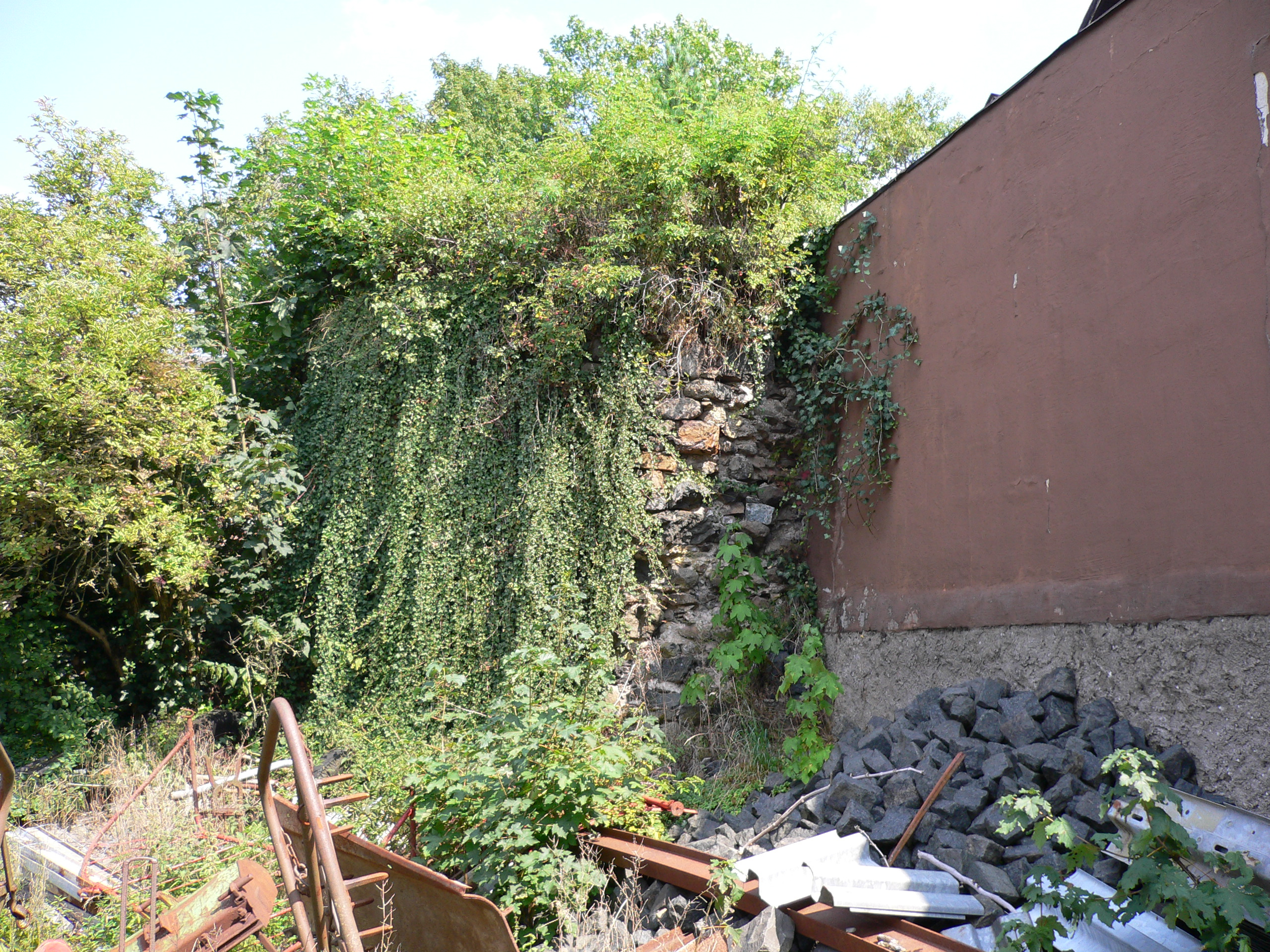
Rest eines Rundturmes an der NW-Ecke der Außenmauer
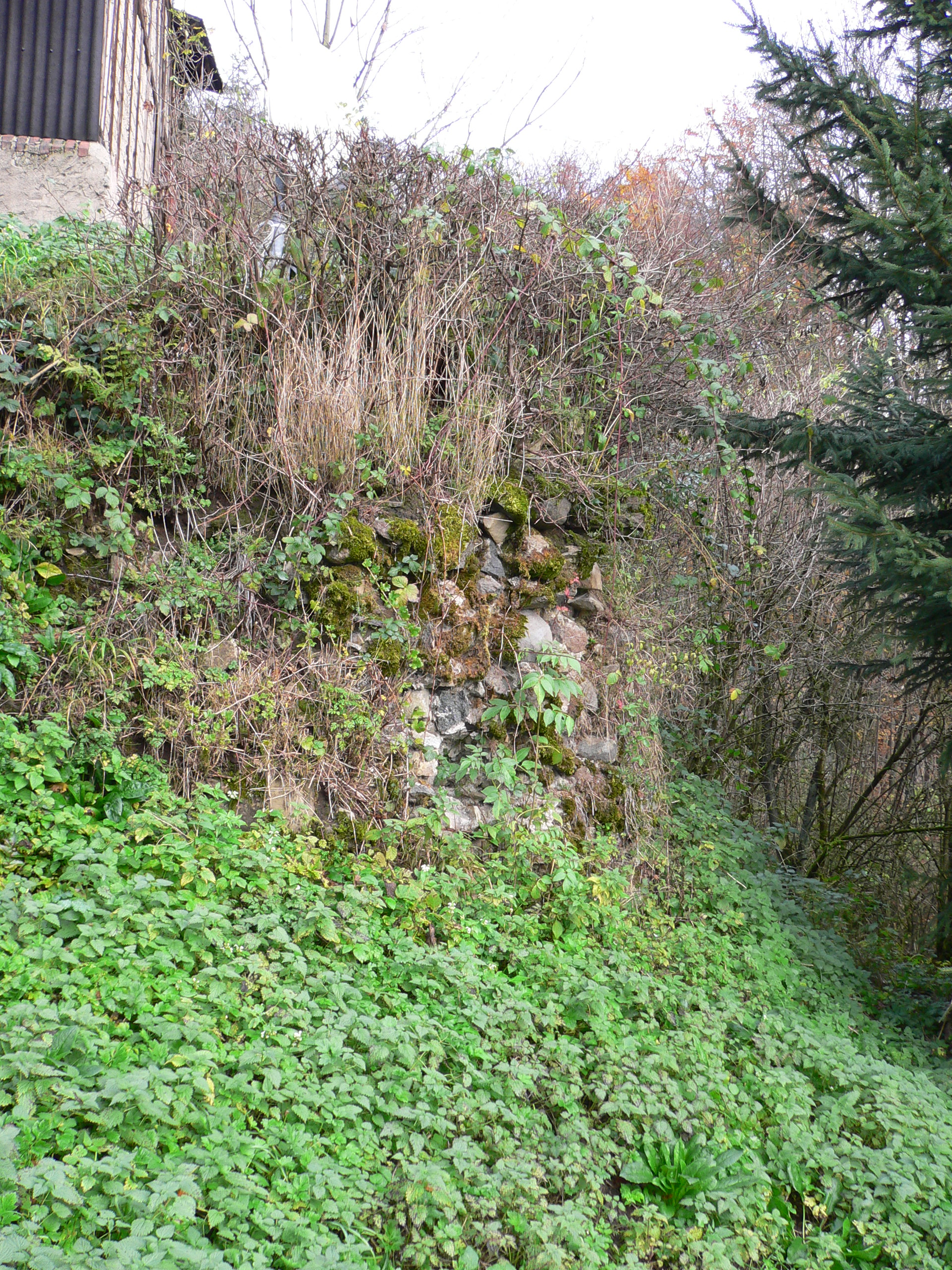
Rest des Schalen-turmes an der SW-Ecke der Außenmauer

## Beschreibung der Burg
Von der Nord-Süd ausgerichteten nahezu rechteckigen oder trapezförmigen Höhenburg, die schon in der Mitte der zweiten Hälfte des 16. Jahrhunderts als verfallen bezeichnet wurde, sind nur die Außenmauern im südlichen Bereich in größeren Teilen erhalten. Dabei sind die Reste der beiden Schalentürme in der südwestlichen und südöstlichen Ecke noch sichtbar. Burgmauerreste finden sich vom Westen aus gegen den Uhrzeigersinn umlaufend bis in den östlichen Bereich. An den größeren Schalenturm schloss sich auslaufend nach Süden ein Mauerstück an, so dass südlich der Anlage ein Zwinger oder eine kleine Vorburg gestanden haben könnte.
Bis zur Mitte des 16. Jahrhunderts muss noch ein größerer Hauptbau bestanden haben, der aber dann verfiel, so dass später jeder der beiden Ganerben einen kleineren Nachfolgebau auf seiner Hälfte baute.
Aus Urkunden ist bekannt, dass ein Junker Albert von Dernbach zu Grauel einen kleinen Bau, den Graulen-Hof im sogenannten Samt-Hof auf der Burg besessen hatte, wie auch die von Dernbach selbst. Der Hof selbst soll im Erdgeschoss die Küche und eine Stallung und im ersten Stock eine gute Stube und eine Kammer, das Schlafgemach, enthalten haben. Der Hof soll aber Ende des 18. Jahrhunderts schon verfallen gewesen sein. Urkundlich ist belegt, dass jeder der zwei Ganerben eine eigene Stallung hatte und es auch zwei getrennte Zugangspforten in der Burg gab. Scheune und Kuhstall müssen die Gebäude auf der Grauel' schen Seite ergänzt haben.
Auf dem Burgplateau selbst waren 1850 noch an fünf Stellen Ruinenreste entsprechend der Grundrisszeichnung verzeichnet, deren Häufung von vier Mauerresten im Süden ein West-Ost ausgerichtetes Palasartiges Gebäude vermuten lässt, vermutlich der ältere Hauptbau. Die Burgruine selbst wurde bisher nicht archäologisch oder bauhistorisch untersucht, so dass sich keine weiterführenden Angaben machen lassen. Die Überreste der Burg wurden 1796 in verschiedene Hofstellen geteilt, die um 1850 schon mit sieben Häusern bebaut waren oder sich direkt an die Burgmauer anlehnten. Teiche, Wiesen, Äcker und eine Mahlmühle östlich der Burg im Tal am Dernbach (Bach) gelegen, waren teils Lehen, teils Allod der Dernbacher Ganerben.
In den 30er Jahren, kurz vor dem Zweiten Weltkrieg sollen Erzählungen von Anwohnern zufolge Ausgrabungen (durch den RAD ?) auf und am Burggelände stattgefunden haben. Man habe dabei Kellergewölbe gefunden, erzählt man. Über die Ergebnisse ist offiziell nichts bekannt, auch nicht ob sie dokumentiert wurden.

## Bedeutende Familienzweige und ihre Mitglieder

### Die „Marburger Linie“, Vertreter des Landgrafen in dessen Nebenresidenz Marburg, im „Land an der Lahn“
Eine Nebenlinie der Herren von Dernbach, die in Marburg residierte, stand in engen Beziehungen zu den hessischen Landgrafen. So war „Volpert (Graf Volprecht) von Dernbach“ von 1335 bis 1347 Ober-Schultheiß in Marburg, das bedeutete er war der Vertreter des Landgrafen in der Nebenresidenz Marburg (seit 1277), im „Land an der Lahn“. Er wird 1336 und 1340 in Urkunden „Graf Volprecht von Dernbach“ genannt. Die Burg Frauenberg (Hessen) mit Zubehör besaß er seit 1329 als Lehen. Als Ober-Schultheiß in Marburg wird 1367/68 auch „Johann von Dernbach“ bezeugt. Das Wappen der Dernbacher in Marburg zeigte gemäß dem Wappenschild im Landgrafenschloss: „Silberne Blätter im Dreipass auf blauem Grund.“ Daraus lässt sich schließen, dass sie nahe Verwandte der „von Dernbach gen. Graul“ waren. Deren Wappen zeigte: „Goldene Bätter im Dreipass auf blauem Grund mit silbernen Schindeln“.
Landgraf Ludwig I. von Hessen verlieh 1452 seinen Marburger Burgmannen, den Brüdern „Johann“ und „Heidenreich von Dernbach“ einen Burgmannshof in Marburg, „Dernbacher Hof“ genannt. Der stolze Bau steht heute noch in der Barfüßer Str. 4.
„Philipp von Dernbach“, aus der Linie der Dernbacher in Marburg, erwarb 1529 vom Landgrafen von Hessen die ehemalige Johanniterkommende Wiesenfeld. Er war Obervorsteher/Stifts-Vogt aller hessischen adligen Stifte (gest. am 6. Februar 1564). Seine detaillierte Grabplatte steht in der Stiftskirche in Wetter (Hessen).

### Fürstabt Balthasar von Dernbach gen. Graul

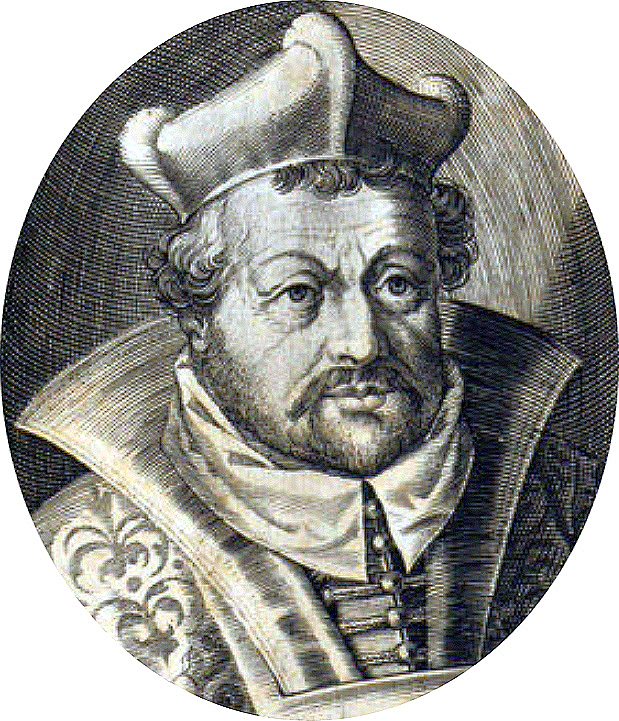
Balthasar von Dernbach gen. Graul, Fürstabt zu Fulda

Balthasar von Dernbach gen. Graul (* 1548; † 1605) war ein Sohn des 1540 nach Wiesenfeld zu seinem Verwandten (Philipp von Dernbach) verzogenen „Peter von Dernbach gen. Graul“. Peter von Dernbach gen. Graul war Gefolgsmann von „Philipp I, dem Großmütigen, Landgraf von Hessen“ gewesen. Balthasar von Dernbach gen. Graul kam mach dem Tod seines Vaters, evangelisch-lutherisch getauft, mit 12 Jahren zu seinem Onkel, dem Abt Wilhelm Hartmann von Klauer zu Wohra (1568–1570), nach Fulda. Dort wurde er katholisch erzogen und mit 22 Jahren 1570 zum Fürstabt von Fulda gewählt.
Unrühmlich bekannt wurde er durch seine Hexenprozesse zwischen 1602 und 1605, denen etwa 270 Menschen (meist Frauen) zum Opfer fielen.

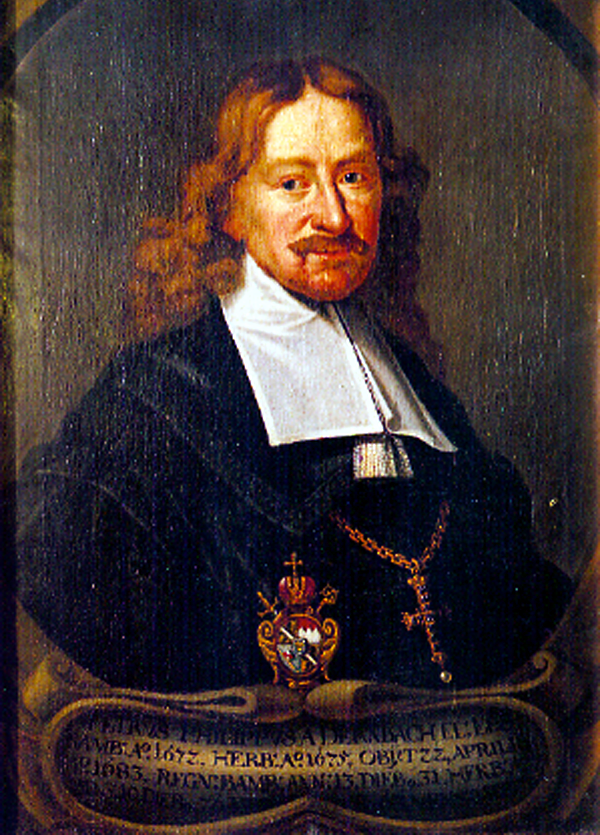
Peter Philipp von Dernbach gen. Graul, Fürstbischof zu Bamberg und Würzburg, Herzog zu Franken

### Fürstbischof Peter Philipp von Dernbach gen. Graul, die „Freiherren von Dernbach“ und die „Grafen von Dernbach zu Wiesentheid“
Sein Neffe Peter Philipp von Dernbach gen. Graul (* 1619; † 1683) studierte in Rom, wurde 1672 zum Fürstbischof von Bamberg gewählt und zusätzlich 1675 zum Fürstbischof von Würzburg mit dem Zusatztitel „Herzog zu Franken“. Er erlangte bei Kaiser Leopold I., den er aus gemeinsamen Zeiten als Vizedom des Bistums Bamberg in Kärnten persönlich kannte, für seine Familie (die katholische Fuldaer Linie) am 13. Juli 1675 die Standeserhöhung in den Reichsfreiherrenstand, als „Freiherren von Dernbach“ (bis 1909) und für seine Neffen „Johann Otto“ und „Philipp Wilhelm von Dernbach“ am 24. März 1678 die Erhebung in den Reichsgrafenstand, mit Sitz Wiesentheid.
Die Grafen von Schönborn beerbten die Grafen von Dernbach
Seine Neffen starben aber alle ohne überlebende Nachkommen. Erbin der Reichsgrafschaft Wiesentheid mit dem umfangreichen Besitz war die erst 17-jährige „Maria Eleonore, geb. Gräfin von Hatzfeld-Gleichen“, Witwe des „Johann Otto Graf von Dernbach gen. Graul zu Wiesentheid“ († 1697). Sie heiratete 1701 den „Grafen Franz von Schönborn“ und brachte ihr reiches Erbe in die Ehe ein. Die Grafen von Schönborn wurden damit die Erben der Grafen von Dernbach.

#### Der Fürstbischof von Würzburg und BambergPeter Philipp von Dernbachwar Taufpate eines evangelisch-lutherischen Täuflings
Als Kuriosum ist zu vermerken, dass der „hochehrwürdigste Bischof von Würzburg und Bamberg“, Peter Philipp von Dernbach, als Taufpate des am 14. April 1678 evangelisch-lutherisch getauften Peter Philipp Friederich von und zu Dernbach (* 1678, † 1729) aus Dernbach (Bad Endbach) im Taufregister des Hartenroder Kirchenbuches eingetragen ist. Hatte der Bischof die Absicht sein Patenkind zu besonders zu fördern?

## Wappen
Wappenbeschreibung beim Abschnitt Wappen

Wappen der Herren von Dernbach
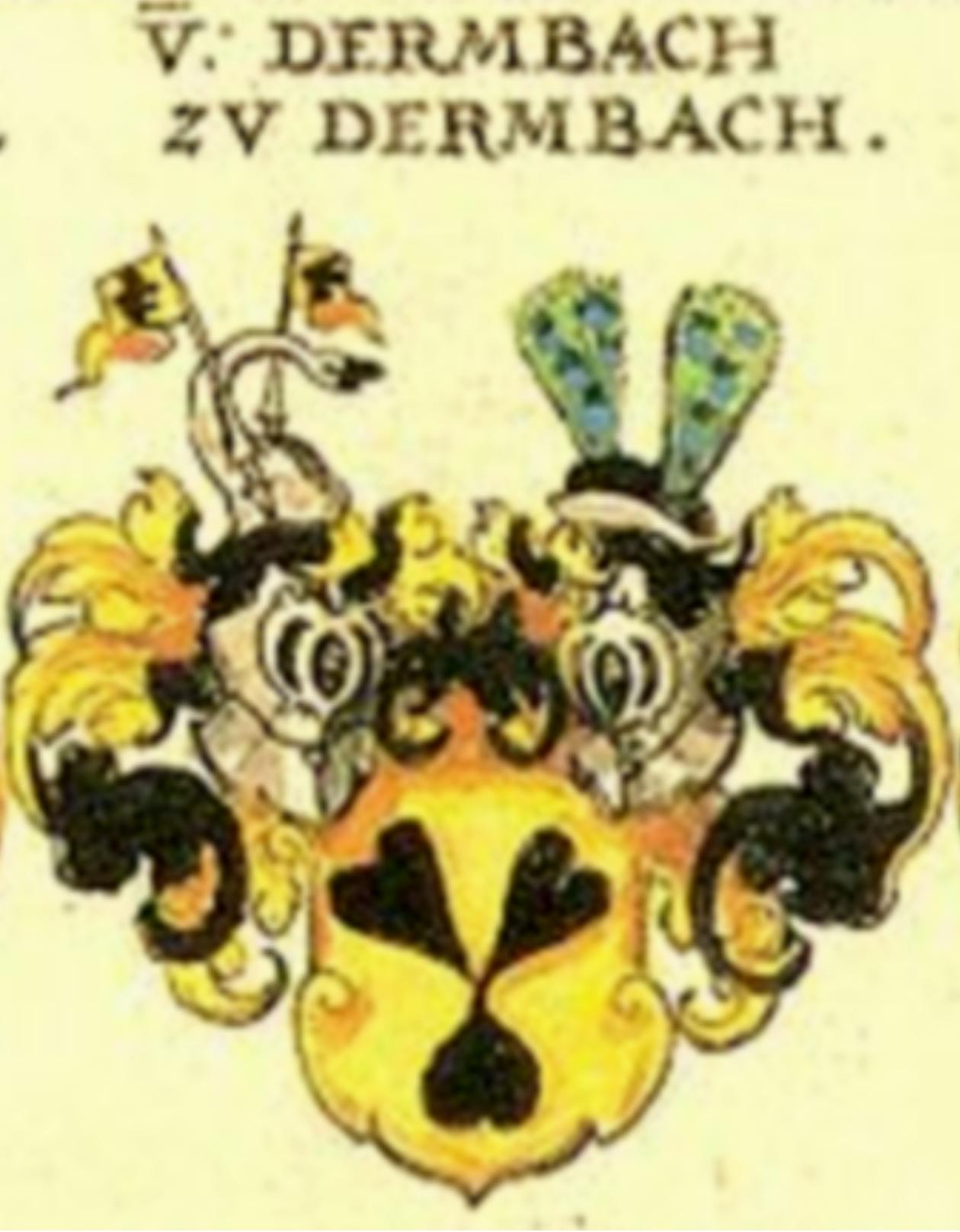
Wappen: „von und zu Dernbach“ nach Siebmachers Wappenbuch von 1605
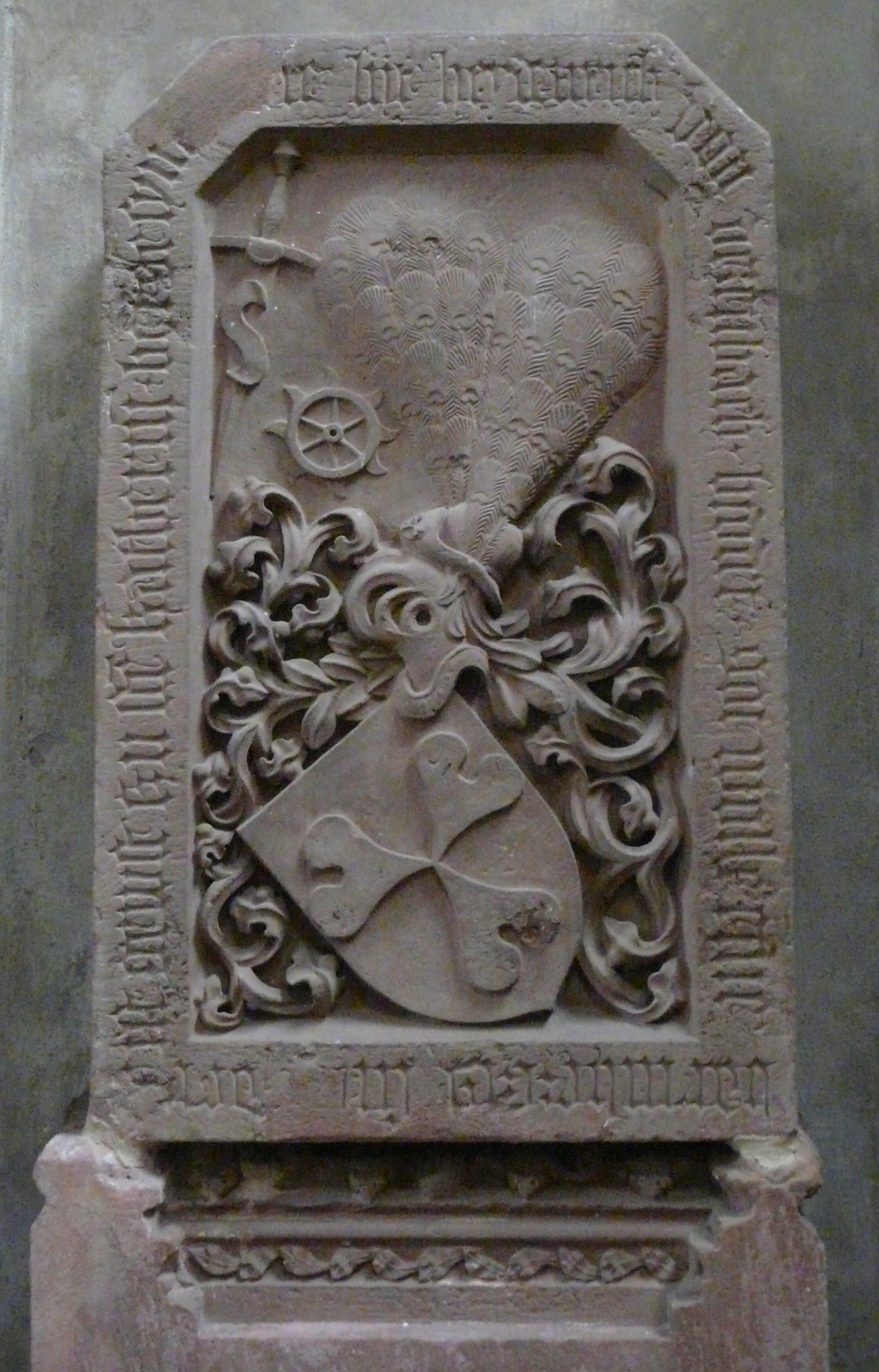
Wappen des „Heydenreich von Dernbach“ im Wetzlarer Dom mit den zwei Pfauenwedeln
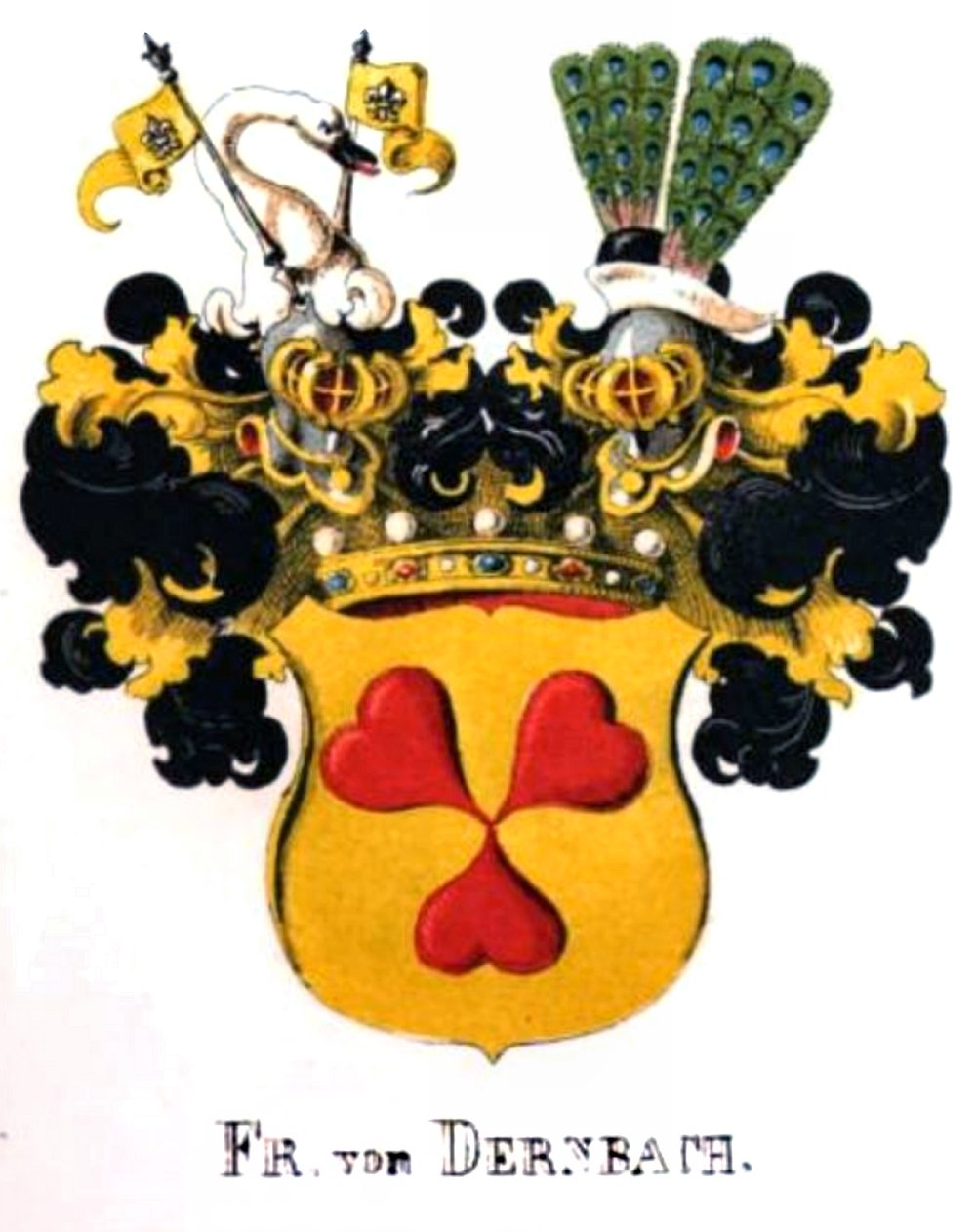
Wappenvariante der „Freiherren von Dernbach“ im Württembergischen Wappenbuch von Leonhard Dorst
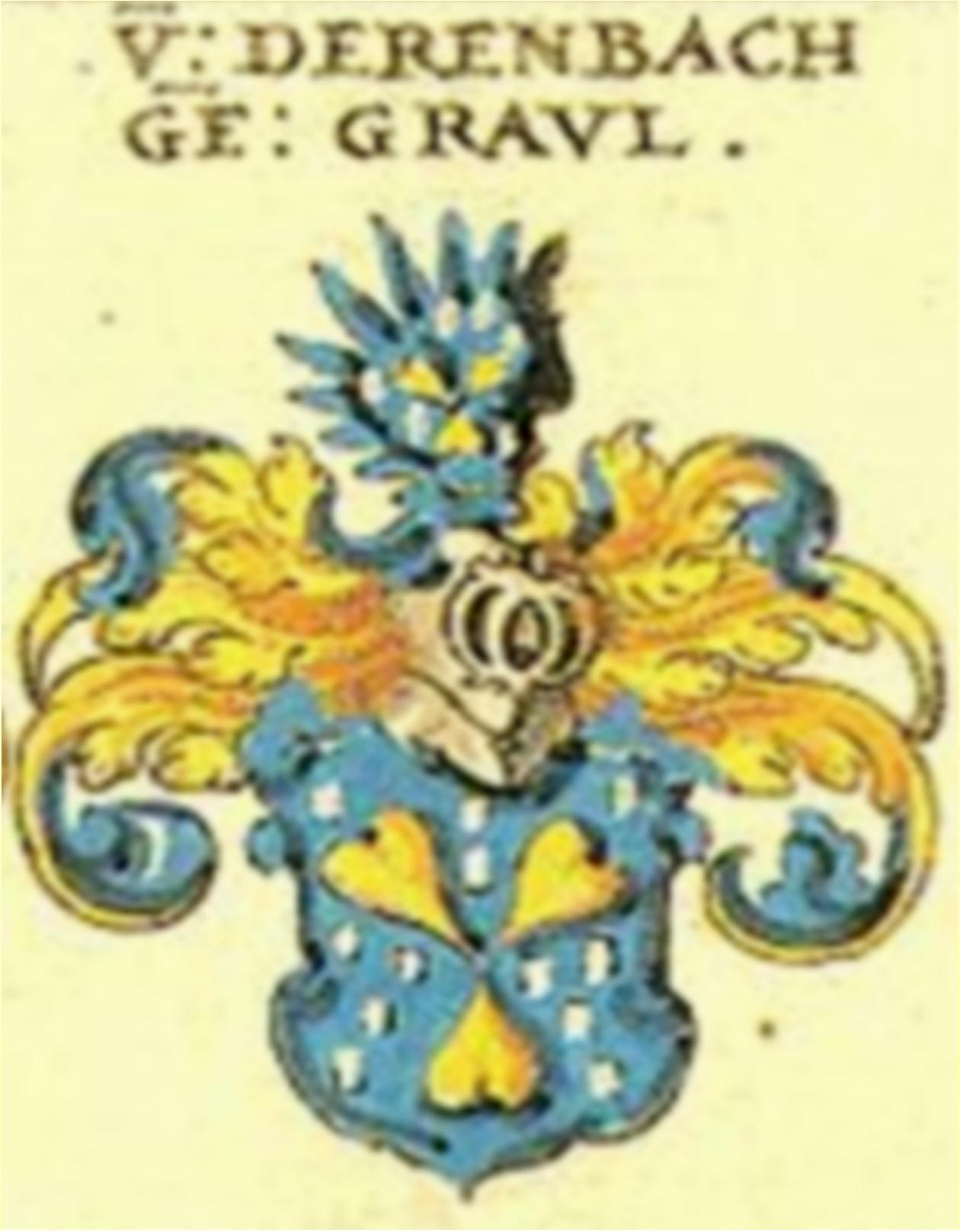
Wappen: „von Dernbach gen.Graul“ nach Siebmachers Wappenbuch von 1605
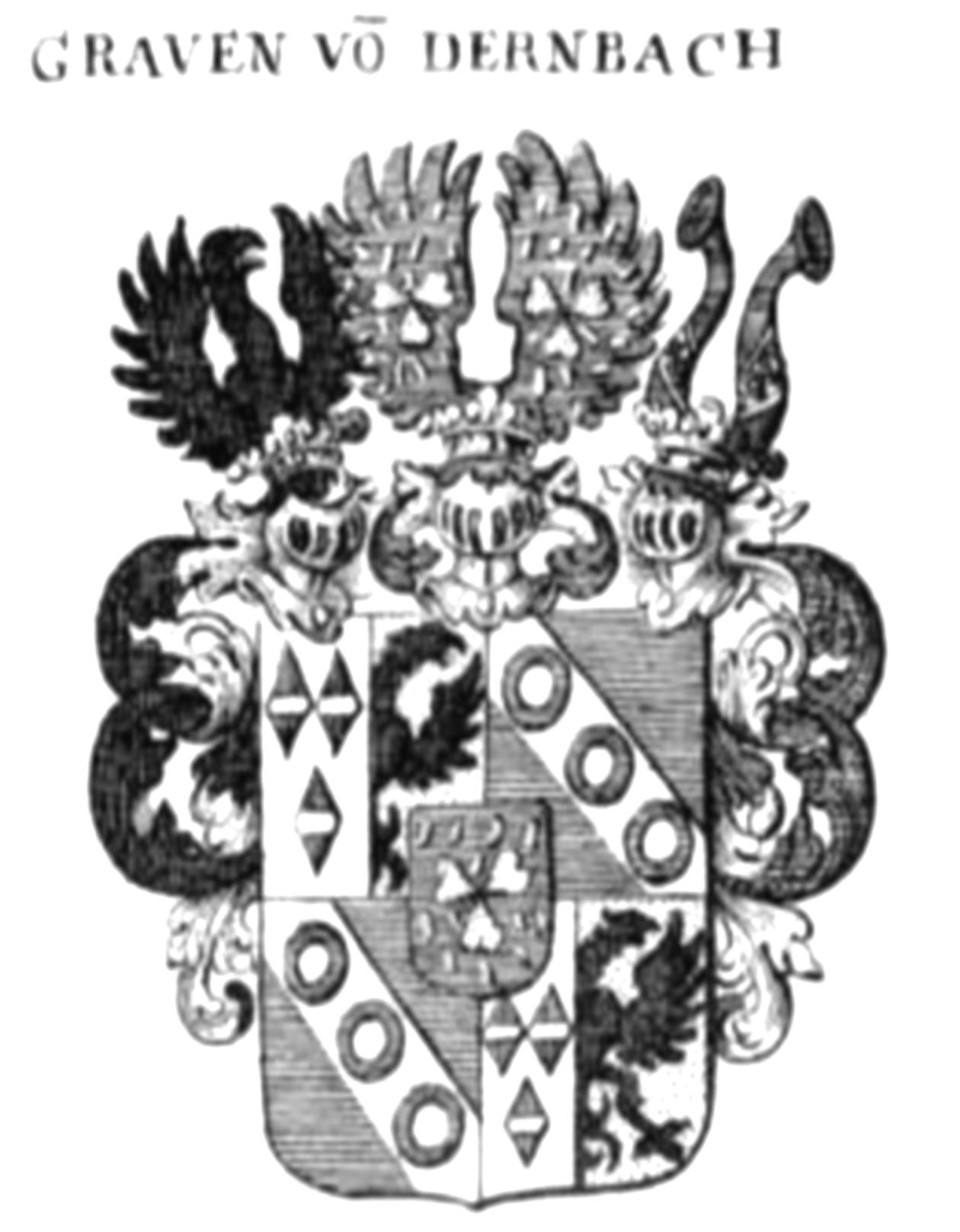
Wappen der „Grafen von Dernbach“ nach Siebmachers Wappenbuch von 1701
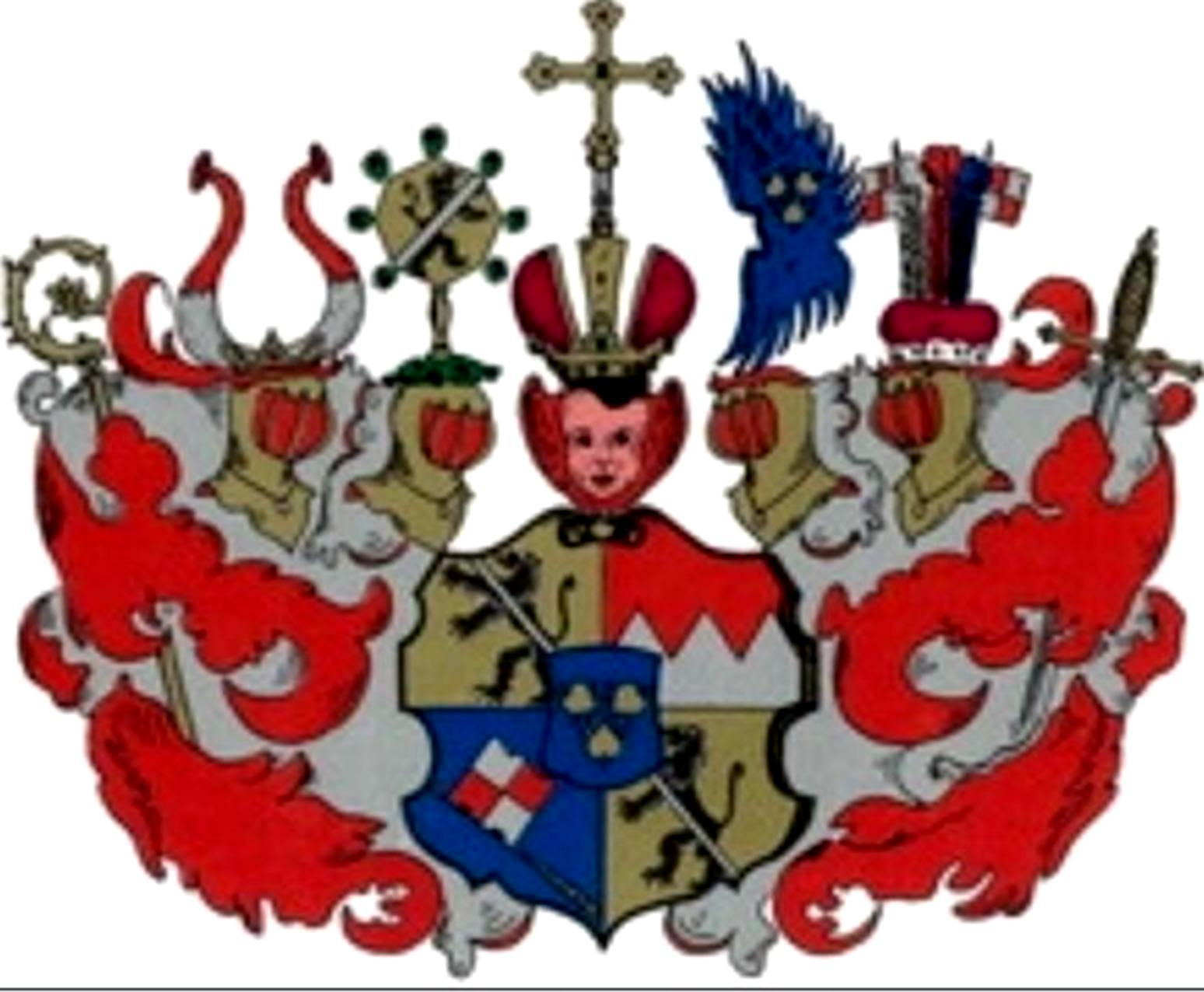
Wappen des „Fürstbischof von Bamberg“ (1672–1683) und „Fürstbischof von Würzburg“ (1674–1683), „Herzog zu Franken,“ „Peter Philipp von Dernbach gen. Graul“

Wappenvereinigung
Das Wappen mit den zwei Helmen (Wappenvereinigung), der „von und zu Dernbach“ entstand vermutlich nachdem die Erbin der Linie mit den zwei Pfauenwedeln (Nachkommin? des „Heydenreich von Dernbach“ aus der Wetzlarer Linie) in die Stammlinie mit dem Schwanenhals eingeheiratet hatte.

## Die letzte „Dernbacherin“
Die letzte Nachfahrin der Herren von Dernbach war „Therese Freiin von Dernbach“, aus der katholischen Fuldaer Linie der Freiherren von Dernbach, geboren am 1. Dezember 1885 in Frankfurt a. M., Tochter von „Wilhelm August Ludwig Freiherr von Dernbach“ (*07.11.1862, †04.09.1889 in Long Island (New York) an Tuberkulose) und Agnes Freiin von Toussaint (*23.04.1860, †12.12.1915). Sie starb als verheiratete Freifrau von Schorlemer am 1. November 1965 in einem Altersheim in Weilburg. Ihr einziger Sohn Hubert Freiherr von Schorlemer starb 1946 bei einem Unfall in französischer Kriegsgefangenschaft.
Von ihr stammt das noch von ihrer Mutter handgestickte letzte erhaltene Familienwappen der Herren von Dernbach. Dieses Wappen mit dem gleichen Wappenbild wie das der Stammlinie „von und zu Dernbach“ führte nach deren Aussterben 1748 die Linie der „Freiherren von Dernbach“ aus der Fuldaer Linie weiter.
Der letzte männliche Vertreter seines Stammes war ihr Bruder „Ludwig Philipp Adolf Heinrich Freiherr von Dernbach“, * 23. März 1888 in Frankfurt a. M., † 30. September 1909 in Frankfurt a. M. (gest. an Tuberkulose wie sein Vater)